# Гарбузова олія

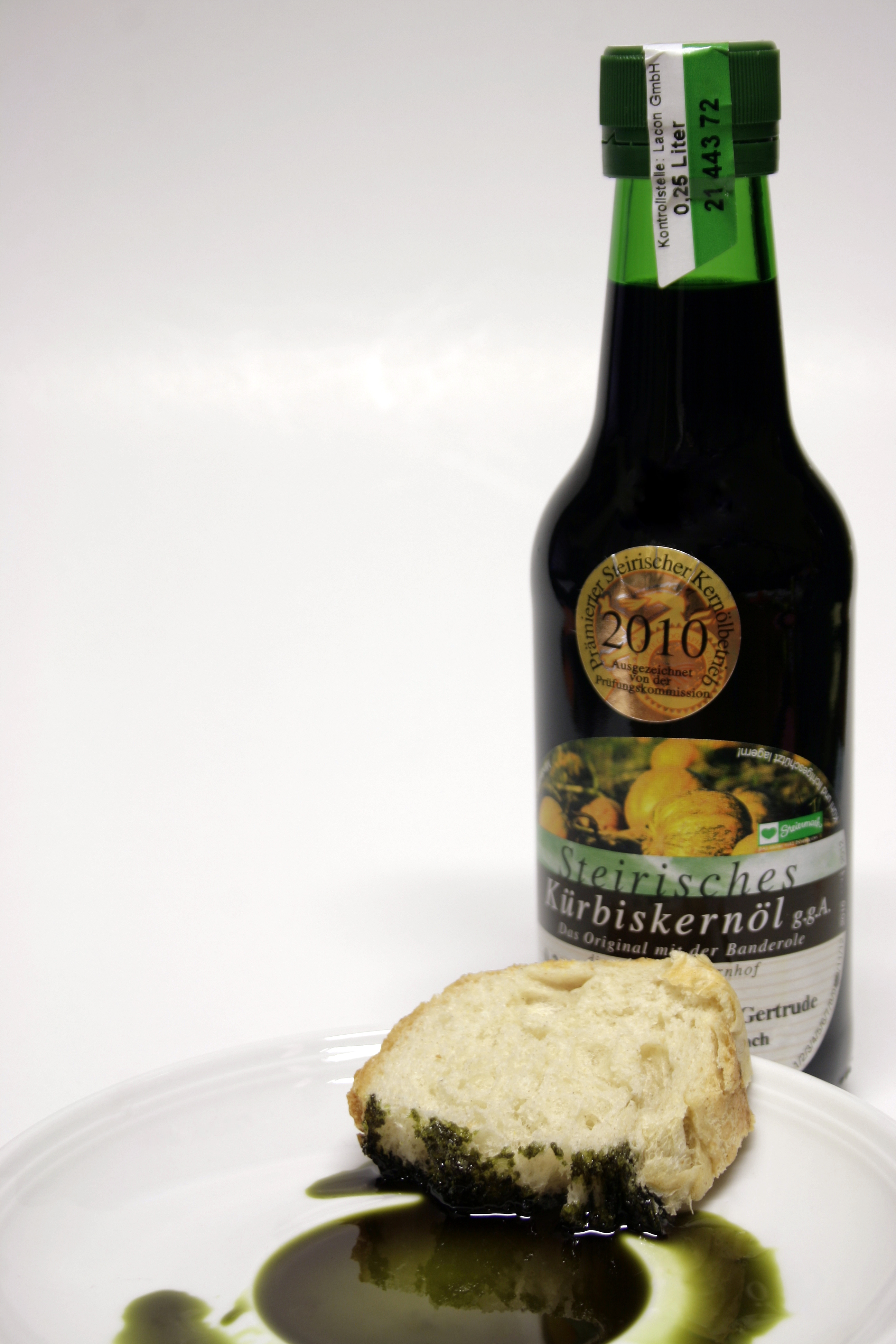
Олія Steirisches Kürbiskernöl (PDO 1996) з Австрії

Гарбузова олія — рослинна олія, яку отримують з насіння гарбуза методом холодного пресування. Хімічний склад продукту: тригліцериди, ефірні олії, фосфоліпіди, токофероли, каротиноїди, пектини, стерини, вітаміни А, Е і F, селен. Олія багата на поліненасичені жирні кислоти, цинк. Особливе значення має наявність рутину, який організм людини самостійно не синтезує, і нікотинової кислоти.
Аромат у гарбузової олії горіховий, смак має легку гірчинку. Колір від темно-жовтого та світло-червоного до темно-зеленого і навіть майже чорного, через що в країнах Східної Європи її іноді називають «чорним золотом». У Німеччині, наприклад, вона завжди цінувалася не нижче кращих зразків оливкової олії. Вміст олії в ядрах може досягати 48–54%, білка — до 40%. Крім того, численні автори, починаючи з  Авіценни, називають гарбузову олію засобом практично від усіх хвороб.

## Регіони виробництва
Олію з насіння гарбуза століттями виробляють практично у всій Центральній і Східній Європі. Особливої якості досягли виробники з федеральної землі Штирія (нім. Steirisches Kürbiskernöl) в Австрії і з історичних областей Нижня Штирія і Прекмур'я (словен. Štajersko prekmursko bučno olje) в Словенії. Обидва ці продукти у 1996 і 2012 роках відповідно Європейська комісія зареєструвала в статусі PGI (Захищене географічне зазначення). У XXI столітті велику цікавість до виробництва продукту виявляють підприємці КНР.

## Внутрішнє застосування
Гарбузова олія має досить різкий запах, крім того, при її нагріванні зникають всі корисні елементи, тому цей продукт практично не піддають тепловій обробці. Його вживають в сирому вигляді: в якості заправки до салатів і каш, використовують як основу для соусів. Продукт корисний для шлунково-кишкового тракту, печінки і жовчного міхура. Він нормалізує кислотність кишечника і має м'який проносний ефект. Міститься цинк, необхідний для роботи підшлункової залози і чоловічої сечостатевої системи . Однак авторитетні джерела завжди звертають увагу на необхідність використання олії понад розумні гастрономічні норми або в лікувальних цілях тільки після поради з лікарем.

## Зовнішнє застосування
Практикують зовнішнє використання гарбузової олії для видалення прищів, лікування діатезу і грибкових уражень, для швидкого зняття реакції на укуси комах[джерело?]. Її застосовують при термічних або хімічних опіках, змащуючи уражені ділянки шкіри або накладаючи зволожені марлеві пов'язки. У людей з чутливою шкірою олія може викликати алергічну реакцію.